# CR花満開
CR花満開（シーアールはなまんかい）は、1993年6月にソフィアが開発し、西陣が販売したCRデジパチ。CR機の黎明期の機種で、西陣のCR機としては『CRうちどめくん』、『CR一気』に続く3作目にあたる。
5万台以上売れるヒット作となり、CR機の普及に大きく貢献した。キャッチコピーは「夜桜に舞い散れ」。
CR花満開は多くの後継機種が発表されており、初代発表から20周年を迎えた。シリーズとなるのは『CR花満伝説』、『CR花満』、『CR花満開極』、『CR花満開煌』、『スロット花満開』、『CR花満開MT』、『CR花満開麗』、『CR花満開彩』、『CR花満開極上』、最新作の『CR甦りぱちんこ〜花満開〜』となる。『麗』以降、花満開シリーズでは異例の3年連続の新作発表となり、メーカー側も『極上』の発表後、しばらくシリーズの発表は休むと発言したが、2015年に『甦りぱちんこ』を発表した。

## CR花満開

### 概要
デジタルは『ルーキーパステル』（1991年）で初めて採用された蛍光表示管 (FIP) によるドット式表示であったが、ドットが桜の花びらを模した形になっており、桜の花びらが舞い散るような演出をしていた。スーパーリーチ時には「さくらさくら」をアレンジしたBGMと共に、図柄が花びらとなって舞い散る。
- 大当り確率（当時のCR機は、ホール側で大当り確率を3段階に設定することができた。大当たり確率はメーカー発表（かっこ内は高確率の値））
  - 設定1 - 1/269（1/53.8）
  - 設定2 - 1/289（1/57.8）
  - 設定3 - 1/308（1/61.6）
- 大当たり後の保留玉1つ目 1/8
- 大当たり図柄「0 - 9、桜、花、宝、月、光」。確率変動図柄「3、7」。
- 確変割合は、突入率が2/15で、確変中には「3、7」の出現率が6/15となり、以後2回の大当たりまで継続。高確率状態中に確変図柄で当たった場合はさらにその時点から2回大当たりするまで高確率状態が継続する。
- 同時期に兄弟機種として、『花百景』『サイタサイタ』を発売している。

### 爆裂連チャン機
当時主流だった現金機の連チャン機と比べて大当り確率や確変突入率が低いが、一度確変に入ると平均で5 - 6連チャン程度が期待できる強力な連チャン性能を持っていた。この連チャン性が大人気となり、CR花満開を導入するために全国のパチンコ店はこぞってCR機のシステムを導入することになった。しかし、1996年に他の連チャン機とともに「社会的不適合機」に指定され、1997年1月までに全国のホールから撤去された。

## 花満伝説
花満伝説（はなまんでんせつ）は、1998年7月にソフィアが開発し、西陣が販売したCR機または現金機デジパチ。『CR花満開』の後継シリーズ。

### 仕様
- 『CR花満伝説Z』
- 『CR花満伝説R』
- 『花満伝説SVZ』

## 花満
花満（はなまん）は、2001年10月にソフィアが開発し、西陣が販売したCR機または現金機デジパチ。『CR花満開』の後継シリーズで、キャッチコピーは「CR花満開 21世紀に復活!!」。

### 特徴
- 液晶画面を採用している。「図柄チェンジシステム」を採用し、『CR花満開』の「花びらドット」図柄が再現されれば期待度がアップする。

### 仕様
- 『花満SV』
  - 大当たり確率 1/228.5（メーカー発表値）
  - サブデジタル（大入賞口下「当」LED）点灯で大当たり
  - 大当たり時「3、5、7、花、宝、月」で150回転の時短
  - 大当たり時「1、2、4、6、8、9」で50回転の時短
  - 5&13 16R10C
- 『CR花満S』
  - 大当たり確率 1/315.5（高確率：1/63.1）（メーカー発表値）
  - 確率変動割合 1/2
  - 確率変動図柄「3、5、7、花、宝、月」
  - 通常図柄「1、2、4、6、8、9」
  - ST 10000回転
  - 5&15 15R9C
- 『CR花満』
  - 大当たり確率 1/315.5（高確率：1/63.1）（メーカー発表値）
  - 確率変動割合 1/2
  - 確率変動図柄「3、5、7、花、宝、月」
  - 通常図柄「1、2、4、6、8、9」
  - ST 10000回転
  - 5&15 15R10C

### 登場人物
さくらちゃん 本作に登場する女の子。

## CR花満開極
CR花満開極（はなまんかいきわめ）は、2004年にソフィアが開発し、西陣が販売したCRデジパチ。パチンコ版『CR花満開』シリーズ。歌手、クレアがイメージソングを歌う。
シリーズとして初の「スキップ機能」を搭載しており、回転中にPUSHボタンを押すことで図柄を即止め(約1秒後に停止)できた。また、桜の枝の役モノが作動する「役モノステップアップ予告」や、保留のつぼみが咲き花になり、さらに赤くなると期待度がアップする「保留予告」など、予告のバリエーションも増えた。大当たり中に再抽選を行うシステムもこの「極」が初となる。

### 仕様
- 『CR花満開極GS』
  - 大当たり確率 1/345.5 (高確率時1/57.6)
  - 確率変動割合 1/2 (次回まで)
  - 時短 全ての大当たり終了後100回転
- 『CR花満開極VS』
  - 大当たり確率 1/315.5 (高確率時1/63.1)
  - 確率変動割合 1/2 (次回まで)
  - 時短 確率変動終了後100回転
- 『CR花満開極X』
  - 大当たり確率 1/251.5 (高確率時1/66.1)
  - 確率変動割合 100% (20回転まで)
  - 時短 なし

## 花満開煌
花満開煌（はなまんかいきらめき）は、2006年にソフィアが開発し、西陣が販売したデジパチタイプのパチンコ。パチンコ版『CR花満開』シリーズ。前作『極』に引き続き、大当たりラウンド中に流れるイメージソングをクレアが歌っている。

### 特徴
前作「花満開極」をベースに予告・リーチ・システムなどグレードアップさせた今作。前作で好評だったスキップ機能はなくなったものの、1回転で複数回転しているように見せる疑似連予告や、PUSHボタンを押すごとに保留のつぼみが花になり色が変わる「保留開花チャンス」、また突如突入する「Kirameki Story」など、さらにバリエーションが増えた。前作にもあった大当たり中の再抽選は煌にも搭載(煌チャンス)されているが、スタートチャッカーに入った時点で発動した前作とは違い、偶数ラウンドでの発動と変更されている。

### 仕様
- 『CR花満開煌XT』
  - 大当たり確率 1/398.5 (高確率時1/39.9)
  - 確率変動割合 64%(2R確変含む)
  - 時短 全ての大当たり後100回転
- 『CR花満開煌FT』
  - 大当たり確率 1/345.5 (高確率時1/34.6)
  - 確率変動割合 50%
  - 時短 全ての大当たり後100回転
- 『CR花満開煌GL』
  - 大当たり確率 1/109 (高確率時1/10.9)
  - 確率変動割合 50%
  - 時短 全ての大当たり後50回転
- 『花満開煌SV』
  - 大当たり確率 1/189.5
  - 時短(大当たり図柄で変動するが、大当たり中の煌チャンスでの成り上がりは全て時短100回転)
    - 3・7　100回転
    - 1・5・9　50回転
    - 2・4・6・8・0　30回転

## スロット花満開
スロット花満開（-はなまんかい）は、2007年にソフィアが開発し、西陣が販売したパチスロ機。パチンコ版『CR花満開』のシリーズ。西陣の初の5号機。
『スロット花満開AR1』と『スロット花満開H2』（通称・サクラ吹雪タイプ）の2機種がある。

## CR花満開MT
CR花満開MT（はなまんかいえむてぃー）は、2008年にソフィアが開発し、西陣が販売したデジパチタイプのパチンコ。前々作『極』、前作『煌』に引き続き、大当たりラウンド中に流れるイメージソングをクレアが歌っている。

### 特徴
液晶画面がさらに大きくなり、表示のクオリティーもさらに高くなった。また、前作まで恒例だった液晶上にあった2本の桜の枝役モノは、液晶四隅から稼動する役モノとなり演出が派手になった。あわせて前作まではリーチになるまで(図柄停止時)の予告だった「ステップアップ予告」だったが、今作ではリーチ発展後の演出となり位置付けが変わった。シリーズ初となる「月ランプ」の搭載で各リーチ時での色で期待度が変わったり、疑似連予告(月光フラッシュ予告)では効果音と共に光ったり演出の幅を広げた。また、「ほのか探し」「シルエット予告」「背景ほのか予告」など予告もさらに多彩になった。
- 月ランプ　青→黄→ピンク→赤→レインボー の順で期待度アップ。
- 月光フラッシュ(疑似連)　通常 青→黄→ピンク…の順だが、「赤」が絡むと期待度アップ。

また、前々作、前作で確変図柄であった1・5・9が通常図柄に戻された。

### 仕様
- 『CR花満開MT』
  - 大当たり確率 1/269.7 (高確率時1/27.0)
  - 確率変動割合 65% (16R確変47%：2R確変18%：16R通常35%　スタートチャッカー入賞時)
  - 時短　通常大当たり後 40・60・80・100回転
- 『CR花満開GL』
  - 大当たり確率 1/97.7 (高確率時1/16.3)
  - 確率変動割合 50% (16R確変16%：5R確変16%：2R確変18%：5R通常50%)
  - 時短　通常大当たり後 20・40・60・80回転

### 予告演出
月光フラッシュ予告
変動開始時に上部の月の役物が光を放ちながら変動する。最大で3回まで続く疑似連であり、必ずリーチ以上が成立で、ガセはない。連続するほどに月の色も変わり、青→黄色→紫と変化し最大で3回続く。途中で赤くなる場合もあり、この場合は激アツとなる。1回目、2回目で赤くなり、そのまま3回目まで続くこともある。レインボーや、月光フラッシュ降格（赤→黄色→紫など）はプレミアム（花満開では、プレミアムはすべてMTでは確変大当り、GLでは16R確変確定）。また、後述のほのかカットインを伴わずにリーチになる場合、左右テンパイ、中右テンパイは通常時に限り確変濃厚。すべりを伴った場合も確変濃厚（ただし、満開モード中は外れることもあり、通常大当たりの場合もある）。また、通常遊技中、月光フラッシュを伴わない場合のみ、変動開始直後に大当りか否かを瞬時に判断することが可能。月光フラッシュを伴わない場合は、月ランプが“ぴか〜”と白くゆっくり点灯するが、“ぴかっ”と一瞬で白く光った場合は出玉なし確変を含むいずれかの大当りが確定する。反面、この“ぴかっ”点灯がない場合はどんなに強い予告やリーチが出現しても、大当りは否定される（ハズレ確定）ため、ハズレとわかっていながらリーチを見ていなければならないという欠点も合わせ持つ。
シルエット予告
変動開始時に、ほのかのシルエットが現れ、舞い踊る予告。3段階あり、2段階まではガセもあるが、3段階でスーパー濃厚となる。ただし、これだけでは期待度は低い。図柄が現れるときに3つ揃った状態で現れ、大当り直撃する場合もある。シルエットが豪華衣装ならプレミアム。
ほのか探し
桜役物が作動後、背景が変わるとこの演出に移動することがある。ほのかを見つけることができれば、花満リーチへの発展が濃厚になる。発見できる期待度は蝶の色、蝶群などで変わり、蝶群が現れればほぼ発展が確実となる。また、見つけたときのほのかのセリフでも期待度が変わり、「お待ちしておりました＜私のハート受け取ってね＜春夏秋冬もよろしくね（プレミアム）」となる。また、月光フラッシュと複合することもあり、この場合は疑似連になる場合もある。赤ならば必ず発見する。
ほのかカットイン
図柄が停止するタイミングでほのかのカットインが入ると、左から順に桜役物と連動で図柄が停止し、リーチとなる。スーパー確定。差異はさほどないようだが、一応「左中→左右→中右」のテンパイで期待度が変わる。
降りもの予告
リーチ成立後、はなびらが画面に舞う予告。右から左、左から右の2パターンがあるが、後者のほうがやや期待度が高い。このタイミングで、ほのかのカットインが入る（3種類ぐらいあるらしく、通称ほのか振り向きという）。金の花びらが混じればプレミアム。
背景ほのか予告
降りもの予告のタイミングで背景が移動して、ほのかがうつると期待度大幅アップ。なお、降りものと複合はしないようで、降りもの予告が発生すると、この予告は発生しない模様。
役物ステップアップ予告
リーチ後に発生する。4段階あり、4段階目まで行けば、スーパー発展のチャンス。
すべり予告
全部で3種類ある。光すべり以外はガセの可能性もある。
PB降り積もり予告
花満おなじみの変動短縮アクション。今回は通常時の電チュー入賞部分が該当する。PUSHボタンを押すと図柄が停止する。押した後で金の花びらがで図柄が現れればプレミアム。
背景予告
役物作動後に背景が変わる。演出の一つだがほのか探しになることもある。ユニコーン背景になればプレミアム。
SP一言予告
スーパー発展時にPUSHボタンを押すとほのたんがしゃべり、期待度を教えてくれる。「未来が見えたよ」としゃべれば、2確含め当確。このとき、ほのたんが万歳して舞い上がるとプレミアム。
満開フラッシュ予告
本機最大の特徴でもある。画面いっぱいに桜役物が覆い、花満リーチへ発展する激アツ予告。このときの月の色で期待度が変わる（青→黄色→紫→赤→レインボー（プレミアム））。このとき、テロップ文字で「ありがとうほのか」、ほのたんが現れるとプレミアム。
ほのたん乗っかり
図柄停止時に、ほのたんが乗っていることがある。発生した時点で確変大当り確定のプレミアム。

### リーチ演出
ノーマルリーチ
図柄がマイナス2コマから1コマずつ進行。発展に期待。まれに+1コマで停止後に再始動して大当りになることがある。
光リーチ
左中テンパイの場合に発展。右の図柄が変動する。期待度は月の色と弾けるときの光の色で変化。発展機会が多い分、期待度は低い。
風リーチ
左右テンパイで発展。真ん中の図柄が変動する。期待度は月の色と背景の月の色で変化。光リーチよりは微妙に信頼度が高い。
水リーチ
中右テンパイで発展。左の図柄が変化する。期待度は、月の色とホタルの色で変化。発展機会が少ない分信頼度は少し高い。
上記3つのリーチは、いずれも進み、戻りでの復活大当たりがある。
花満リーチ
満開フラッシュ後に発展する本機最大の激アツリーチ。マイナス1コマを超えれば大当たり。今回は、満開フラッシュ時の月の色（青→黄色→紫→赤→レインボー（プレミアム））と、ほのかの衣装（白→黒→豪華衣装（プレミアム））で期待度が変わるため、演出内容によっては、数倍もの信頼度の違いが出る。
外れた後の復活大当たりもある。この場合はリーチ図柄の1つ下の数字で当たる。そのため、4もしくは8でテンパイし、復活大当りすれば確変大当り確定の激アツ演出になる。（3、7になるため）
ほのか目覚めチャンス
チャンス目停止（3つの図柄が白くなる）、水、光、風リーチでの+2コマはずれ後に突入する。後者の場合は期待度アップになる。ほのかが目覚めれば満開モードに突入する。残念と出た後に満開フラッシュが発生して、確変大当りになる場合もある。衣装は白→黒の順で期待度アップになる。花びらに「突」と書かれていれば、必ず満開モードに突入する（突確プレミア）。PB降り積もりで発展した場合も目覚めが確定。
宮殿リーチ
花満シリーズおなじみのプレミアムリーチ。満開フラッシュ後、花満リーチにならなければこちらに発展。今まで必ず7で当たるリーチだったが、今回は3で当たることもあるらしい。しかし、確変大当り確定のプレミアムリーチであることに変わりはない。
再抽選
本機では、図柄が3つそろった後に必ず再抽選が行われるようになった。図柄がスクロールして、停止する流れになる。スクロール中に、ほのかのカットインが入れば、昇格確定。図柄停止後に満開フラッシュが発生しても昇格確定となる。

### 満開モード
- 3もしくは7で大当たり後、ほのか目覚めチャンスで目覚めた後に突入する高確率モード。基本的な演出は通常と同じ。

### ほのか物語
- 3、7以外で大当たり後に突入する時短モードだが、確変潜伏している場合があるので気が抜けない。普通の機種と違い、本機の時短回数は、MTでは40回転～100回転、GLは20回転～80回転となっている。MTでは40回転目以降、20回転ごとに抽選が行われ、時短継続か、満開モード突入か、通常に戻るかの抽選が行われる。最大100回転まで。GLでは20回転ごとに最大80回転まで。何回続くかは、7セグで確認できる。確変潜伏の場合は、基本的に最初の抽選で満開モードに移行するが、まれにほのか物語が続くこともある。（ただし、内部的に確変のままである）予告演出はステップアップが中心となる。
- 1、ほのたんが手を振る→2、立ち上がる→3、手をかざし、図柄が停止（スーパー濃厚）→4、舞い（期待度アップ）となる。
- 立ち上がる時に、衣装が桜柄になれば期待度大幅アップ。豪華衣装になればプレミアム。また、ステップ3までに行かずに、図柄が停止し、ほのたんがおじぎすれば疑似連になる。最大で3回続き3回続けば必ずステップ4まで発展する。
- すべりは投げキッス予告になっている。
- 桜役物が4段階まで行かずに満開フラッシュが発生することがある。
- 変動時に出るミニキャラは、潜伏期待度を示す。満月、桜島4つ、宮殿出現、虹、流れ星などが現れれば高確率確定。

### その他
- 満開モード、ほのか物語中の中右テンパイ、花満リーチの黒衣装、疑似連3回は当たれば確変確定。はずれ復活大当りも確変確定。
- 満開モード中月光フラッシュ赤は、当たれば確変だが、信頼度が通常時より下がる。
- リーチ時に普通「リーチ」としゃべるが、「チャンス」「大好き」としゃべればプレミアム。
- 大当り時に流れる曲がShooting Star 2008 ならば確変が確定。
- 満開モード、ほのか物語中に2確を引いた場合は、753の停止目で当選。

## CR甦りぱちんこ〜花満開〜
CR甦りぱちんこ〜花満開〜（よみがえりぱちんこ はなまんかい）は、2015年にソフィアが開発し、西陣が販売したデジパチタイプのパチンコ。

### 特徴
初代CR花満開の演出を再現。予告演出が一切ない「クラシックモード」、先読み予告を搭載した「予告モード」、大当り告知機能を搭載した「告知モード」の3つの演出モードから選べる。
本作では花満開以外にも複数の機種の演出を搭載している。導入当初は「花満開」と「麻王」の2機種を遊ぶことができ、導入日から2週間後（最短で5月2日）に「花鳥風月」、4週間後（最短で5月16日）に「球界王」も遊べるようになる。解禁前の機種でも1時間に1回の「体験モード」でお試し遊技できる。全機種解禁後は体験モードの告知画面は他機種紹介の告知画面となり、ボタンを押すことでそこで紹介された機種へ変更することができる。

### 大当たり
確変図柄
16R確変、ラッキーチャンスモード突入（時短：次回まで）
通常図柄
16R確変または通常、チャレンジモード突入（時短：30回）
突然確変
出玉なし確変、ラッキーチャンスモード突入（時短：次回まで）
各機種ごとに通常図柄と確変図柄は異なっている。ラッキーチャンスモードとチャレンジモードではオリジナルのBGMをアレンジしたものが使われている。通常図柄で当選しても内部では確変が当選していることがあり、その場合はチャレンジモードが終了しても確変が潜伏している。

### リーチ演出
- ノーマルリーチ
- 花満開スーパーリーチ
  - さくらさくらをアレンジしたBGMと共に、図柄が花びらとなって舞い散る。3・7の確変図柄のリーチは激アツ。
- 麻王ロングリーチ
- 花鳥風月ロングリーチ
- 球界王ロングリーチ
  - 図柄がスロー回転する。
- 全回転リーチ
  - 画面がブラックアウトし、第九のBGMとともに図柄が全回転する。必ず確変図柄が当選する。

### 仕様
- 『CR甦りぱちんこ〜花満開〜 M』
  - 大当たり確率 1/225.21（高確率時1/39.99）
  - 確率変動割合 52%
    - ヘソ（特図A）：16R確変（時短：次回まで）17%、16R確変（時短：30回）26%、出玉なし確変（時短：次回まで）9%、16R通常（時短：30回）48%
    - ヘソ（特図B）・電チュー：16R確変（時短：次回まで）50%、16R確変（時短：30回）2%、16R通常（時短：30回）48%

  - 賞球数：2 & 3 & 6 & 10

## ほのか
「極」から登場した本シリーズのヒロイン。本シリーズ共通の高期待度を誇る「花満開リーチ」や、大当たり中のラウンド背景などに登場する。
海物語シリーズのマリンちゃんなどのような人物設定の詳細は明らかにされていないが、ゆったりとした白の着物に長く美しい黒髪が特徴。ピアスのようなものを身に着けている以外はシンプルな装いだが、プレミア演出においてはティアラに豪奢な衣装を纏った姿も披露している。
また、CR花満開MTでは、一定の条件を達成することで彼女の正体が明らかにされるプレミアムラウンドを見ることができる。

## 関連商品
- 『西陣パチンコ物語』（1995年6月23日、KSS、スーパーファミコン用ゲームソフト）
- 『西陣パチンコ三昧第一巻』（1997年3月28日、KSS、Windows用PCゲームソフト）
- 『西陣パチンコ徹底攻略 CR花満速報&CRおばけらんど』（2001年10月11日、メディアリング、プレイステーション用ゲームソフト）